# 克拉斯諾西爾卡 (舊西尼亞瓦區)
49°33′17″N 27°37′2″E / 49.55472°N 27.61722°E
紅西爾卡（烏克蘭語：Красносілка）是位於烏克蘭西部的村莊，由赫梅利尼茨基州裡赫梅利尼茨基區的舊西尼亞瓦市鎮負責管轄。該村始建於1684年，面積0.52平方公里，海拔高度291米，2001年人口108，人口密度每平方公里209.3人。